# فوکر وی.۴
فوکر وی.۴ (انگلیسی: Fokker V.4) یک هواپیمای ساخت فوکر است .